# Шосе A3 (Ботсвана)
Шосе A3 — дорога в Ботсвані простягається на 816 кілометри, від центру міста Франсистаун (де воно називається Gemmel Drive) через Ната і Гвета, до Мауна, а потім до дороги A2 на околиці Ганзі.